# Erkir Corona
L'Erkir Corona è una struttura geologica della superficie di Venere.